# Польське радіо для України
Польське радіо для України (пол. Polskie Radio dla Ukrainy) — громадське радіо Польщі, спеціальна програма Польського радіо для закордону, що веде передачі на коротких і середніх хвилях, в цифровому форматі DAB+, а також через супутник, Інтернет та у мобільному додатку Польського радіо, та пропонує україномовні передачі слухачам з Польщі та України.

## Історія
Польське радіо для України початково було інформаційно-публіцистично-музичною станцією, яка почала трансляцію для прибулої української громади 17 березня 2022 року. Проект Польського радіо для України постав на основі Української служби Польського радіо, журналісти якої розпочали спеціальні випуски новин українською мовою на Першому та Третьому каналах Польського радіо ще 24 лютого 2022 року, та мало за мету надавати об’єктивну та достовірну інформацію воєнним мігрантам з України.
З 17 березня 2022 року до 17 вересня 2022 року тривалість ефіру цього громадського мовника зросла до 12 годин на добу, а від 1 січня 2023 року - до 14 годин на добу, від 9.00 до 23.00 за Варшавою. До вересня 2024 року Польське радіо для України було найбільшим підрозділом Польського радіо для закордону, як і найбільшою редакцією Польського радіо загалом. Його передачі виходять паралельно із ефірами Української служби Польського радіо. Сама Українська служба Польського радіо працює з кінця серпня 1991 року.
Польському радіо для України за його діяльність дякували Генеральний штаб Збройних Сил України та Національна рада України з питань телебачення і радіомовлення.

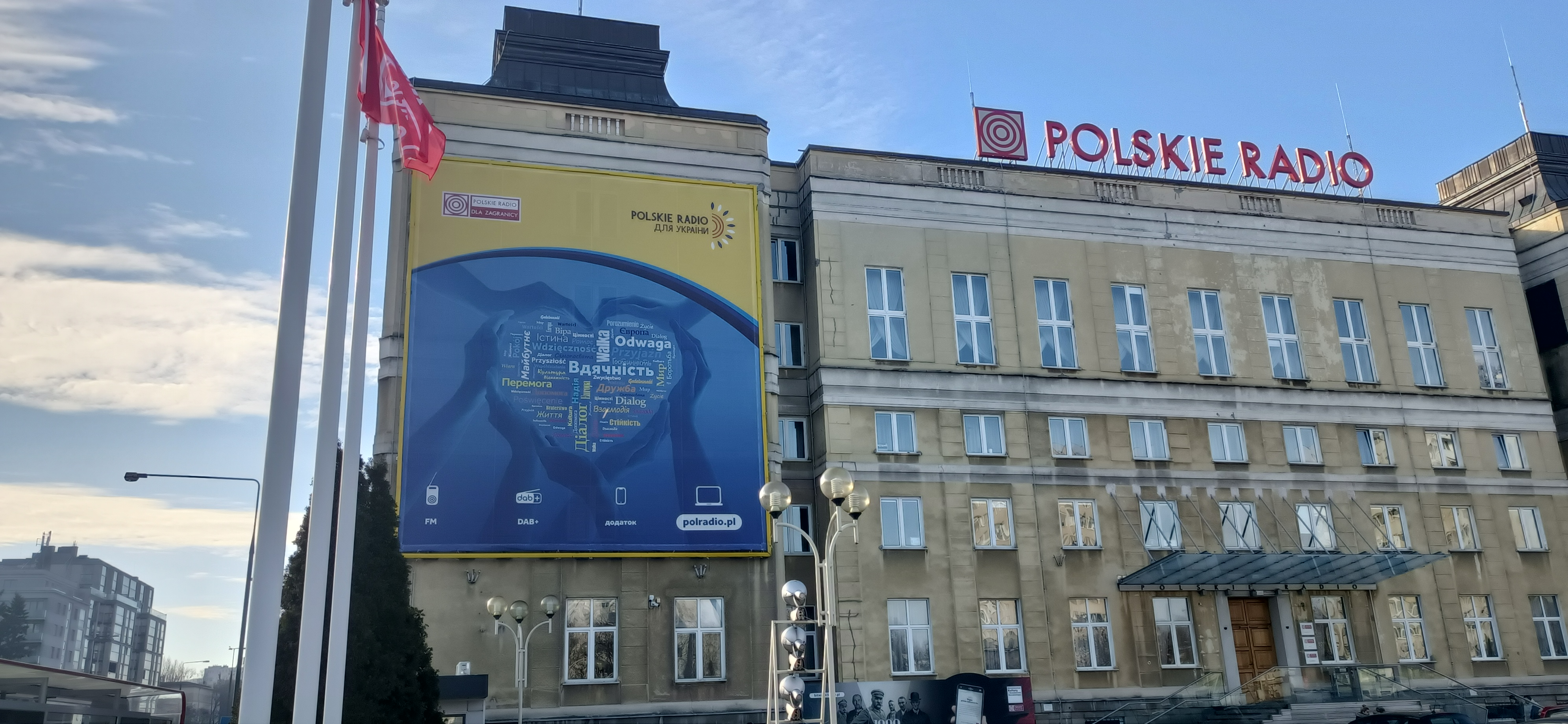
Будівля Польського радіо з банером Польського радіо для України 24 лютого 2023 року, Варшава